# Callistochiton crosslandi
Callistochiton crosslandi is een keverslakkensoort uit de familie van de Callistoplacidae. De wetenschappelijke naam van de soort is voor het eerst geldig gepubliceerd in 1907 door Sykes.